# La Rousse au chemisier blanc
La Rousse au chemisier blanc ou La Rousse avec chemisier blanc est un tableau peint par Henri de Toulouse-Lautrec en 1889. Il mesure 60,5 cm de haut sur 50,5 cm de large. Il est conservé au musée Thyssen-Bornemisza à Madrid.